# Championship Manager 4
Championship Manager 4 – komputerowa gra sportowa wyprodukowana przez Sports Interactive i wydana w 2003 przez Eidos Interactive. Gracz wciela się w niej w menedżera klubu piłki nożnej. Była to ostatnia część serii Championship Manager wyprodukowana przez Sports Interactive przed zakończeniem współpracy studia z firmą Eidos Interactive. Rozgrywka opiera się na rozbudowanych możliwościach ustawiania własnej taktyki działania dla każdego z piłkarzy, zmianach planu treningu, długich konsultacjach transferowych (dostępny jest dodatkowo system okna transferowego), ustalaniu składów podstawowych drużyny, pozyskiwaniu młodych piłkarzy z młodszej kategorii klubowej (ustalone są kategorie: seniorów, juniorów do lat 21 i juniorów do lat 17), zatrudnianiu i zwalnianiu trenerów, skautów itp. Wyniki pracy menedżerskiej ukazywane są w trakcie meczów. Gra umożliwia także grę w trybie gry wieloosobowej oraz całkowitą modowalność interfejsu, zmianę języka oraz parę innych zmian. Została w Internecie oceniona bardzo wysoko.

## Udostępnione ligi
Sports Interactive znowu powiększyło liczbę dostępnych lig. Poniżej dostępna jest pełna lista pierwszych lig dostępnych w Championship Manager 4 (zaznaczone pogrubieniem są dołączone pierwszy raz w serii Championship Manager):

### Europa
- Anglia - Premiership
- Austria - T-Mobile Bundesliga
- Belgia - Eerste Klasse
- Chorwacja - Chorwacka Pierwsza Liga Piłkarska
- Czechy - 1. Gambrinus liga
- Dania - Superligaen
- Finlandia - Veikkausliiga
- Francja - Ligue 1
- Grecja - Alpha Ethniki
- Hiszpania - Primera División
- Holandia - Eredivisie
- Irlandia - Eircom League
- Irlandia Północna - Irish Premier League
- Izrael - Ligat ha’Al
- Jugosławia
- Norwegia - Tippeligaen
- Polska - Orange Ekstraklasa
- Portugalia - SuperLiga
- Rosja - Premier Liga
- Szkocja - Scottish Premier League
- Szwecja - Allsvenskan
- Szwajcaria - Swiss Super League
- Turcja - Türkiye 1. super futbol ligi
- Walia - Vauxhall Masterfit Retailers Welsh Premier League
- Włochy - Serie A

### Reszta świata
- Argentyna
- Australia
- Brazylia
- Chiny
- Kolumbia
- Hongkong
- Indie
- Japonia
- Meksyk
- Singapur
- Afryka Południowa
- Korea Południowa
- Stany Zjednoczone